# 마니치강

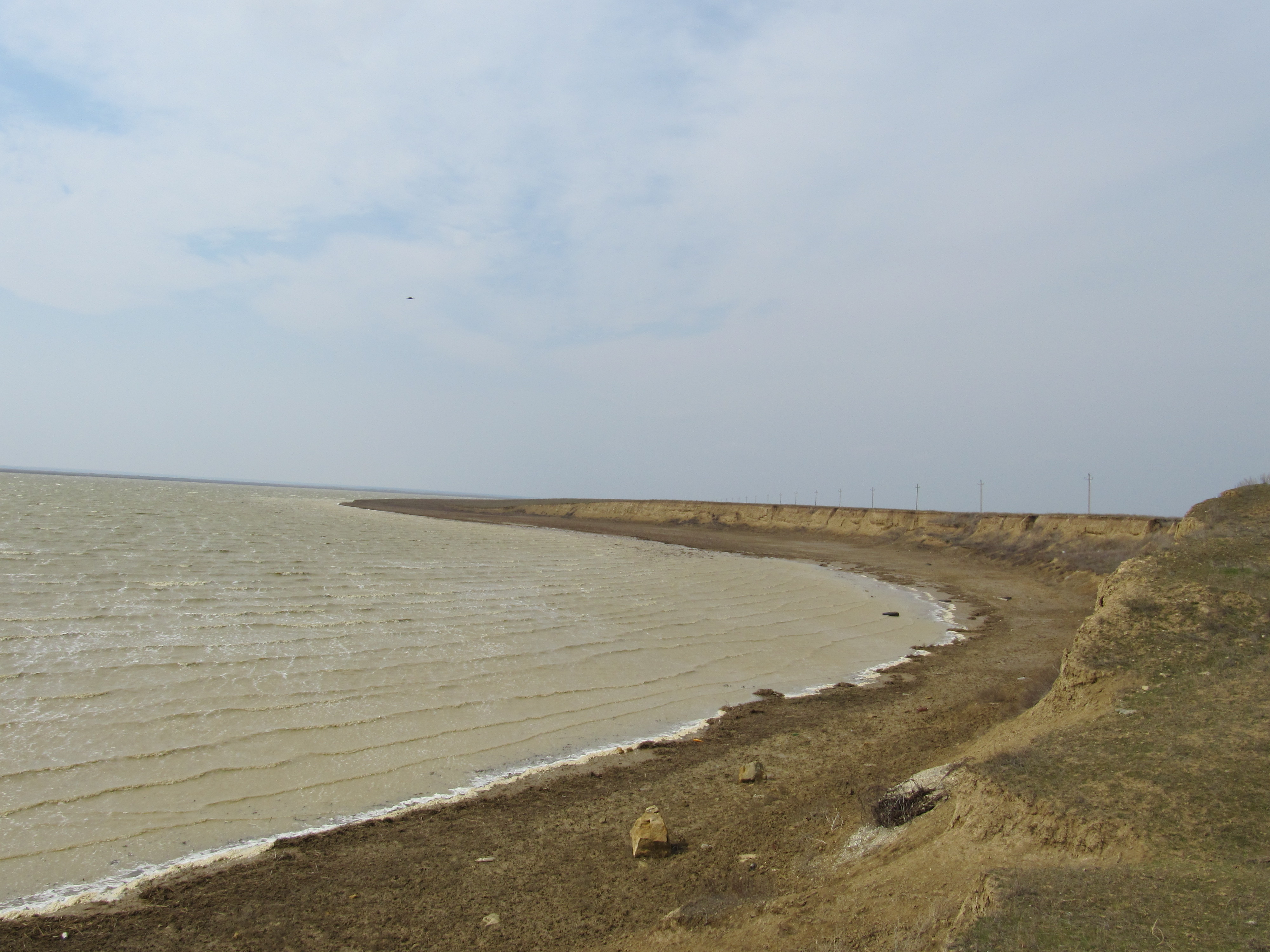

마니치강(러시아어: Маныч)은 러시아 남부에 위치한 강으로, 돈강의 지류이다. 칼미크 공화국에서 발원을 하고 프롤레타르스크가 위치해 있다.

## 같이 보기
- 쿠마마니치 운하